# Valerie Hobson
Valerie Hobson, född 14 april 1917 i Larne, County Antrim, Nordirland, död 13 november 1998 i London, var en brittisk skådespelerska. 
Dotter till en brittisk arméofficer. Hon gjorde scendebut som sextonåring och strax efter även filmdebut. Hon inbjöds till Hollywood 1935, men återvände besviken ett år senare, efter att ha medverkat i några skräckfilmer. Hon kom sedan att utvecklas till en av de främsta aktriserna i brittisk film, behagfull och elegant, en "riktig engelsk dam". Bland hennes mest kända filmer märks i rollen som Estella i Lysande utsikter (1946) och komedin Sju hertigar (1949) mot Alec Guiness.
1939 gifte hon sig med filmproducenten Anthony Havelocke-Allan. Paret skilde sig 1952 och 1954 gifte Hobson om sig med politikern John Profumo. Hon stod troget vid sin makes sida under den skandal som skakade England 1963, den s.k. Profumoaffären, då Profumo tvangs avgå. Paret förblev gifta fram till hennes död, 1998.

## Filmografi
- 1935 – Frankensteins brud
- 1935 – Dr Yogami från London
- 1935 – Mysteriet Edvin Drood
- 1937 – I skuggan av ett brott
- 1938 – Han, hon och Scotland Yard
- 1938 – Uppror i bergen
- 1939 – U-båt spionen
- 1939 – Q-planen
- 1940 – Storstad i mörker
- 1943 – Sabotageagenten
- 1946 – Lysande utsikter
- 1947 – Lady Furys älskare
- 1949 – Sju hertigar
- 1949 – Liverpool-Expressen
- 1950 – Spökhästen
- 1952 – En tusan till karl
- 1952 – Möt mig i kväll
- 1952 – The Voice of Merrill
- 1954 – En fransman i London